# Layrac
Layrac är en kommun i departementet Lot-et-Garonne i regionen Nouvelle-Aquitaine i sydvästra Frankrike. Kommunen ligger i kantonen Astaffort som tillhör arrondissementet Agen. År 2022 hade Layrac 3 913 invånare.

## Befolkningsutveckling
Antalet invånare i kommunen Layrac
| Referens: INSEE |